# Leichtathletik-Weltmeisterschaften 2023/Teilnehmer (Malta)
| Goldmedaillen | Silbermedaillen | Bronzemedaillen |
| ------------- | --------------- | --------------- |
| —             | —               | —               |

Der Leichtathletikverband von Malta hat für die Leichtathletik-Weltmeisterschaften 2023 in Budapest eine Sportlerin gemeldet.

## Ergebnisse

### Frauen

#### Laufdisziplinen
| Janet Richard | 400 m | 54,50 s | 48 | DNQ | DNQ | – | – | – | – |